# Bab Ezzouar
Bab Ezzouar (em árabe: باب الزوار) é uma comuna localizada na província de Argel, no norte da Argélia. Sua população era de 96 597 habitantes, em 2008.